# Da 5 Bloods
Da 5 Bloods är ett amerikanskt krigsdrama från 2020. Filmen är regisserad av Spike Lee som även skrev manus tillsammans Danny Bilson, Paul De Meo och Kevin Willmott. 
Filmens svenska premiär är planerad till den 12 juni 2020 på Netflix.

## Handling
Filmen handlar om fyra afroamerikanska vietnamveteraner som långt efter krigets slut återvänder till Vietnam för att leta upp gruppledarens kvarlevor och en gömd skatt.

## Rollista (i urval)
- Delroy Lindo – Paul
- Jonathan Majors – David
- Norm Lewis – Eddie
- Clarke Peters – Otis
- Isiah Whitlock Jr. – Melvin
- Chadwick Boseman – Norman
- Jasper Pääkkönen – Seppo
- Jean Reno
- Giancarlo Esposito